# Vicus Orsingen

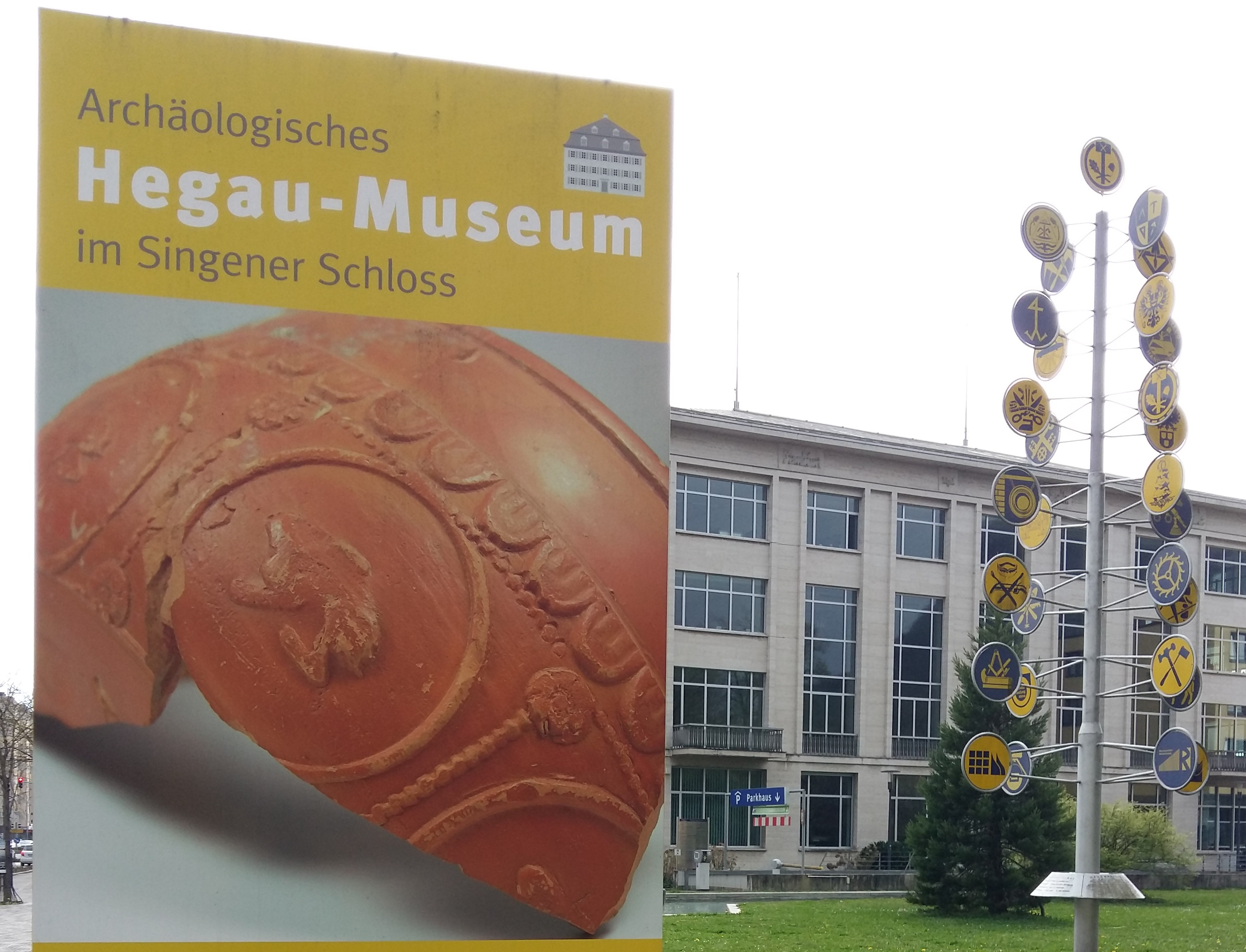
Werbung für das Hegaumuseum in Singen mit Terra Sigillata aus Orsingen

Der Vicus Orsingen war eine römische Zivilsiedlung (vicus) auf dem Gebiet des heutigen Dorfes Orsingen im baden-württembergischen Landkreis Konstanz, die wohl der Kreuzung zweier Römerstraßen ihre Entstehung verdankt.

## Ausgrabungen auf dem Gebiet des Vicus

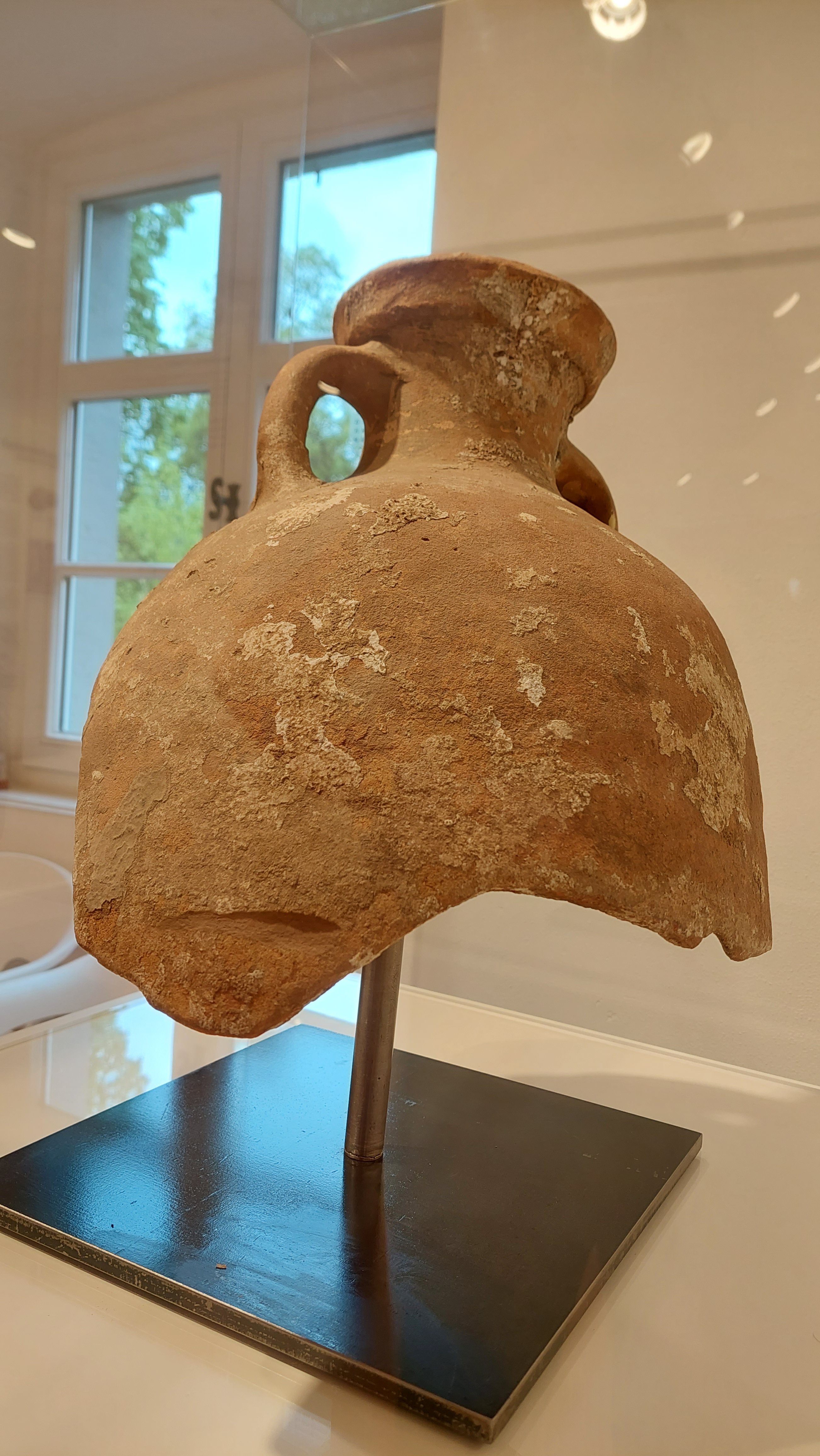
Amphorenfragment (Hegaumuseum Singen)

Bereits im 19. Jahrhundert wurde vom emeritierten Naturforscher Lorenz Oken, der auf der Suche nach der Römerstraße von Stein am Rhein (Eschenz) nach Rottweil war, in Orsingen im Gewann „Kopfäcker“ ein Gebäude, das als kleines Badehaus gedeutet wurde, entdeckt. Die Anlage wurde ein Jahr später, im Jahr 1847, seitens des Altertumsvereins für das Großherzogtum Baden ausgegraben und damit Orsingen als römischer Vicus erstmals bekannt. Als um 1960 ein neuer Ortsteil entstand, der später Römereck genannt wurde, fand man zahlreiche Mauerreste, Pflasterungen und Scherben aus römischer Zeit. Zudem brachte der Bau eines Möbelhauses am westlichen Ortsausgang 1976 schließlich römische Fundamente und drei Altarsteine aus Sandstein zutage, die der Kreisarchäologe Jörg Aufdermauer in einer Notgrabung sichern konnte. Er interpretierte den Befund als gallo-römischen Umgangstempel des 1. und 2. Jahrhunderts n. Chr. mit einer quadratischen Cella und einem sogenannten Umgang, also einem überdachten Raum außerhalb des zentralen Heiligtums. Dieser Typus, bei dem Teile der römischen Tempelarchitektur mit keltischen Bauweisen vereint wurden, spricht für die Vermengung römischer und keltischer Einflüsse im vicus.
In den darauffolgenden Jahren wurden beim Verlegen eines Fernmeldekabels sowie einer Wasserleitung immer wieder römische Siedlungsschichten angeschnitten. Unter anderem kam Terra Sigillata zutage, mit Hilfe derer Dietrich Wollheim erstmals eine Datierung des Vicus versuchte. Luftbildarchäologische Untersuchungen ließen sogar drei für einen vicus typische Streifenhäuser erkennen, es fand aber keine Ausgrabung statt, wobei überhaupt eine systematische Untersuchung zum römischen Orsingen noch aussteht.
Eine monographische Vorlegung des aufgefundenen römerzeitlichen Materials mit Bearbeitung der bislang bekannten Funde und Befunde erfolgt derzeit im Rahmen eines Dissertationsprojekts durch Eric Breuer.

## Lage

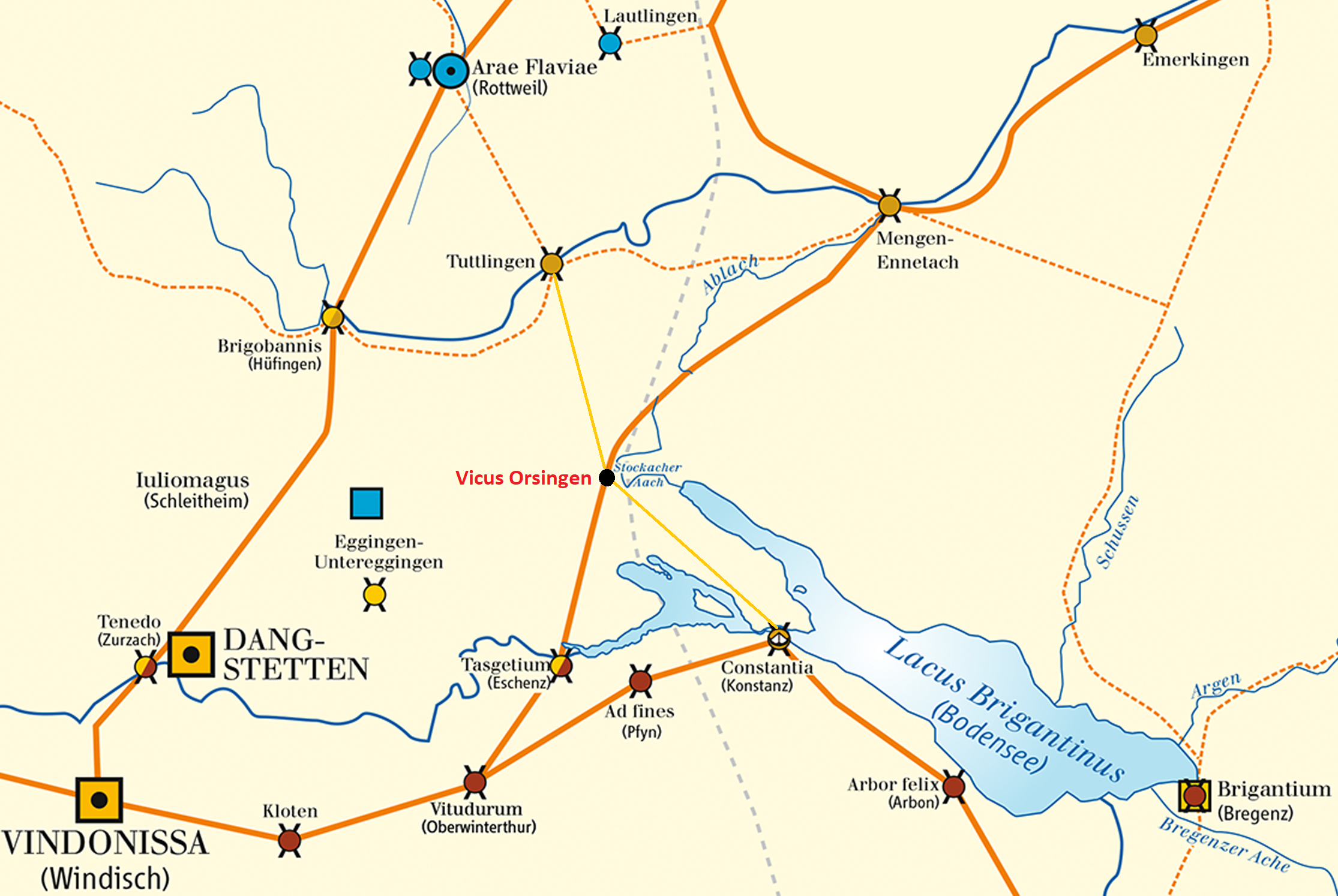
Lage des Vicus Orsingen im Schnittpunkt zweier Römerstraßen

Der Vicus, eine reine Zivilsiedlung, erstreckte sich über eine Länge von 800 m von Nord nach Süd und eine Breite von 300 m von Ost nach West. Er wurde wohl von den nahen römischen villae rusticae versorgt, wie den beiden nur wenige Kilometer entfernt liegenden Gutshöfen bei Eigeltingen bzw. Homberg oder dem Gutshof von Wahlwies. Die Ausdehnung der Siedlung zeigt ebenso wie die Tatsache, dass Thermen und ein Tempel vorhanden waren, dass es sich um einen wichtigen Rast- und Handelsplatz gehandelt haben dürfte, der im Schnittpunkt zweier Römerstraßen lag. Eine Straße führte von Neuhausen ob Eck über Orsingen nach Ludwigshafen. Wahrscheinlich gab es direkt von Ludwigshafen einen Anschluss an den Vicus des Kastells in Konstanz, wie die in einer Reihe liegenden römischen Siedlungsstellen Bodman-Ludwigshafen, Allensbach-Langenrain und Reichenau belegen. Die andere führte vom Kastell Eschenz (Tasgetium) zum Kastell nach Mengen-Ennetach. Der genaue Verlauf dieser Römerstraße, die in der Literatur „rätische Grenzstraße“ genannt wird, war von Tasgetium über Rielasingen, Singen, Friedingen, Steißlingen nach Orsingen und dann weiter über Schweingruben und das Ablachtal nach Meßkirch, Krauchenwies nach Mengen-Ennetach.

## Gebäude

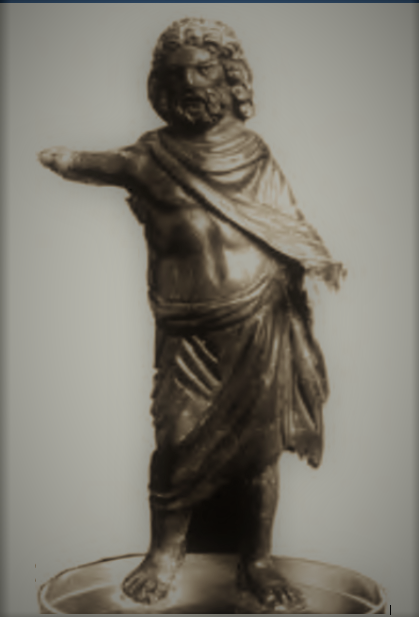
Jupiterstatuette aus Orsingen, Museum für Vor- und Frühgeschichte (Freiburg)

Die von Oken beschriebene Thermenanlage mit apodyterium (Auskleideraum), tepidarium (Warmbad), frigidarium (Kaltbad) und caldarium (Heißbad) findet sich auch in vergleichbaren Vici. Der bereits beschriebene ausgegrabene Tempel mit quadratischem Grundriss, dessen Kultraum (cella) farbig bemalt war, war offensichtlich Teil eines ganzen heiligen Bezirks, worauf andere Fundamente kleinerer Bauwerke hinweisen, die als eine Art Kapellen gedeutet werden können.

## Sonstige Funde
Religiöse Funktion hatte auch ein im Jahr 1992 von einer Schülergruppe des Stockacher Nellenburg-Gymnasiums im Schutt gefundenes, sehr gut erhaltenes Jupiterfigürchen aus Bronze. Die nur 8 cm große Statuette stand vermutlich auf einem Hausaltar und stammt aus dem 2./3. Jahrhundert n. Chr.
Ebenfalls als ein Zufallsfund kam bei Kanalarbeiten eine medizinische Löffelsonde ans Tageslicht.

## Datierung
Die immer wieder im Aushub aufgetauchte Terra Sigillata belegt für Orsingen eine Siedlungskontinuität von ca. 80 n. Chr. bis zum Limesfall um das Jahr 260 n. Chr., was größtenteils durch im Bereich der Badeanlage, des Tempelbezirks und im Gewann „Kopfäcker“ gefundene römische Münzen belegt wird, die von der Zeit Vespasians bis Marc Aurel reichen.  Zu diesem Zeitpunkt gehörte der westliche Hegau zur Provinz Germania superior, der östliche Teil zur Provinz Raetia. Dass ein großer Teil der gefundenen Terra Sigillata verkohlt ist, könnte auf eine größere Brandkatastrophe hindeuten, die mit germanischen Einfällen um 230 n. Chr. in Verbindung gebracht wurde. Dass sich die Alamannen schließlich dauerhaft in diesem Gebiet niederließen, darauf weist die Endung -ingen im Ortsnamen hin, ein Prozess, der allerdings erst im 6./7. Jahrhundert stattgefunden haben dürfte.